# Крепость Остербург (Вайда)
Остербург (нем. Osterburg) — крепость в Германии, на горе в центре города Вайда, в районе Грайц в земле Тюрингия.

## История
Крепость была построена Генрихом I, братом основателя города Вайда — фогта Эркенберта II. Строительство в стиле романской крепости велось с 1163 по 1193 год в стратегическом месте на горе. До начала XV века была резиденцией правителей Вайда. Первоначально называлась крепостью в Вайда. В середине XVI века комплекс подвергся радикальной перестройке. Архитектором выступил знаменитый немецкий зодчий эпохи Возрождения Николаус Громанн. В XVII веке была переимевана в замок Остербург. Название происходит от латинского «Neuostland».
Во время Крестьянской войны замок служил тюрьмой. Во время феодальной войны новыми хозяевами крепости стали Веттины, они укрепляли крепость во время Шмалькальденской и Тридцатилетней войн. В 1785 году два главных здания крепости были соединены конструкцией «Röhrwasserhaus» над воротами. В таком виде Остербург и сохранился до наших дней. С 1813 по 1815 годы в крепости размещался госпиталь, с 1818 года, в крепости размещался районный суд. В конце Второй мировой войны сторожевая башня была повреждена при бомбардировке американскими войсками.
Крепость имеет 54 метровый донжон занимающий третье место, среди старейших сохранившихся донжонов Германии. Над вторым уровнем его зубцов находиться сторожка, в которой до 1917 года жил сторож. На террасе крепости находится мемориальный камень.